# Linda Martín Alcoff
Linda Martín Alcoff (née le 25 juillet 1955 au Panama) est une philosophe à l'université de la ville de New York, spécialiste de l'épistémologie, du féminisme, de la race et de l'existentialisme. De 2012 à 2013, elle sert en tant que président de l'American Philosophical Association (APA). Alcoff défend une plus grande inclusion de groupes traditionnellement sous-représentés dans la philosophie,. Dans ce contexte, avec Paul Taylor et William Wilkerson, elle entame un Guide pluraliste de la philosophie.
Elle obtient son doctorat en philosophie à l'université Brown. Elle reçoit le prix d'excellence féminine en philosophie, en 2005, décerné par la Société des femmes dans la philosophie et par l'APA. Elle commence à enseigner au Hunter College et à l'université de la ville de New York au début de 2009, après avoir enseigné pendant de nombreuses années à l'université de Syracuse.
L'un de ses textes les plus connus est un article intitulé « The Problem of Speaking for Others » (1991) («Le problème de parler pour les autres») paru dans Cultural Critique.

## Carrière

### Postes occupés
Après avoir passé un an en tant que professeure adjointe de philosophie au Kalamazoo College, Linda Martín Alcoff a rejoint l'université de Syracuse, où elle a enseigné pendant les dix années suivantes. Elle a été titularisée et promue professeure associée en 1995 et professeure titulaire en 1999. Elle a été invitée à l'université Cornell (1994-1995), à l'université d'Aarhus (novembre 1999), à l'université Florida Atlantic (automne 2000) et à l'université Brown (printemps 2001). En 2002, elle est devenue professeure de philosophie et d'études féminines à l'université de Stony Brook. En 2009, elle est devenue professeure de philosophie au Hunter College et au City University of New York Graduate Center.
Linda Martín Alcoff plaide depuis longtemps en faveur de la diversification de la discipline philosophique. Pour contribuer à la résolution de ces questions, elle a lancé, avec Paul Taylor et William Wilkerson, le "Pluralist's Guide to Philosophy". De 2010 à 2013, Mme Alcoff a été rédactrice en chef, avec Ann Cudd, de la revue de philosophie féministe Hypatia. Elle a siégé au conseil des rédacteurs associés lors de la controverse sur le transracialisme de Hypatia en 2017. La direction de la revue a ensuite mis en place un groupe de travail pour résoudre les problèmes de gouvernance de la revue ; Linda Martin Alcoff est devenue présidente du conseil d'administration de Hypatia, Inc. en février 2018,.

### Recherches
Linda Martín Alcoff a beaucoup écrit sur des sujets tels que Foucault, la violence sexuelle, la politique de l'épistémologie, l'identité de genre et de race, et les questions relatives aux Latino-Américains : Real Knowing : New Versions of Coherence Theory (1996), Visible Identities : Race, Gender and the Self (2006), The Future of Whiteness (2015) et Rape and Resistance (2018). Elle a également édité dix volumes, rédigé des dizaines d'articles évalués par des pairs et contribué à un grand nombre de chapitres et d'entrées de livres et d'encyclopédies. Selon Google Scholar, son article le plus lu, "The Problem of Speaking for Others" (1991) dans Cultural Critique, a été cité près de 3 000 fois.
Visible Identities : Race, Gender and the Self tente d'offrir un récit unifié de l'identité sociale en faisant le lien entre ses travaux antérieurs en épistémologie, métaphysique et politique de l'ethnicité, de la race et du genre. Dans cet article, Alcoff suggère que l'emplacement géographique a des implications significatives pour l'identité sociale au-delà de celles véhiculées par d'autres contributeurs à l'identité (bien qu'elle ne considère pas ces implications comme déterministes).
Dans "The Problem of Speaking for Others", Linda Martín Alcoff analyse les problèmes de représentation qui accompagnent la pratique de parler au nom des autres, en utilisant des concepts épistémologiques sociaux tels que la localisation sociale et l'identité sociale. Elle propose "quatre ensembles de pratiques d'interrogation" pour guider les actes de parler pour les autres à travers les positions sociales : Premièrement, il convient de s'interroger sur sa propre motivation pour parler afin de s'assurer qu'elle n'est pas motivée par un "désir de maîtrise et de domination". Deuxièmement, il faut reconnaître l'importance du lieu et du contexte, en particulier les liens entre nos lieux et nos mots et la façon dont le transport des mots dans un autre lieu social modifie leur signification. Troisièmement, elle insiste sur l'obligation de rendre compte et la responsabilité envers ceux dont les opinions doivent être représentées ; il faut rester ouvert à la critique. Quatrièmement, il est essentiel de reconnaître les effets possibles et réels des mots sur le contexte discursif et matériel des personnes représentées.

## Prix et distinctions
Linda Martin Alcoff a reçu plusieurs distinctions et prix, dont un doctorat honorifique de l'université d'Oslo en septembre 2011 et le prix Frantz Fanon 2009 de l'Association philosophique des Caraïbes pour son livre Visible Identities : Race, Gender and the Self. La Society for Women in Philosophy lui a décerné le titre de Distinguished Woman in Philosophy en 2005 et elle a été titulaire de la Meredith Professorship for Excellence in Teaching à l'université de Syracuse de 1995 à 1998.

## Publications
- Linda Martín Alcoff, Real Knowing: New Versions of the Coherence Theory, New York, Cornell University Press, 1996 (lire en ligne )
- Linda Alcoff, The Second Wave: A Reader in Feminist Theory, New York, Routledge, 1997, 330–355 p. (ISBN 9780415917612)
- Alcoff, Linda Martín (2006). Visible Identities: Race, Gender and the Self. Oxford University Press.
- Linda Alcoff et Eva Kittay, The Blackwell Guide to Feminist Philosophy, Malden, MA, and Oxford, Blackwell Publishing, 2007 (ISBN 9780631224273)
- Linda Martín Alcoff, The Future of Whiteness, Cambridge and Malden, MA, Polity Press, 2015
- Linda Martín Alcoff, Rape and Resistance, 2018 (ISBN 9780745691916)